# موريس موصللي
موريس موصللي (1952) هو فنان وممثل صوت لبناني.

## وصلات خارجية
- موريس موصللي على موقع IMDb (الإنجليزية)
- موريس موصللي على موقع قاعدة بيانات الأفلام العربية